# Riverside Stadium
Riverside Stadium je fotbalový stadion, který se nachází v anglickém Middlesbrough. Stadion je domovem ligového klubu Middlesbrough FC. V současné době je maximální kapacita stadionu 34 742 sedících diváků. Do budoucna se plánuje s jeho rozšířením na 42 000 diváků.
Stadion byl navržen jako náhrada za již dosluhující Ayresome Park, na kterém hrával Middlesbrough několik desítek let. Stavba byla zahájena v roce 1994, dokončena byla v polovině roku 1995. Název stadionu byl zvolen samotnými fanoušky klubu, kteří o něm hlasovali v poločasové přestávce při posledním zápase na Ayresome Parku. Mimo vítězný návrh byly v hlasování dostupné názvy Middlehaven Stadium, Erimus Stadium nebo Teesside Stadium. První zápas se na novém stadionu odehrál 26. srpna 1995 v inauguračním zápase proti londýnské Chelsea. Domácí v něm zvítězili 2:0.
Stadion v minulosti hostil mnoho mezinárodních zápasů Anglické fotbalové reprezentace, Anglické fotbalové reprezentace do 21 let nebo Britské olympijské fotbalové reprezentace.